# 1893年纳塔尔议会选举
纳塔尔殖民地（英國位於非洲東南部的殖民地）於1893年9月14至20日，举行议会选举。
7月4日纳塔尔新宪法颁布后，纳塔尔殖民地的责任政府成立。选举后，约翰·罗宾逊出任殖民地的首任总理。
10月19日，位于彼得马里茨堡的纳塔尔新议会开幕。